# Raein
Raein — італійський хардкор-панк гурт, заснований у місті Форлі. У колективі грали учасники команд La Quiete і Neil On Impression. Raein розпалися 2005 року, але через 2 роки возз'єдналися і випустили новий альбом. Їх часто вважають відповідальними за принесення жанру скримо на європейську сцену після його розквіту в Сполучених Штатах під час активної роботи таких гуртів, як Orchid та Saetia.

## Учасники гурту
Теперішні учасники
- Алессіо Вальморі — гітара, вокал (2002–дотепер)
- Андреа Консоле  — вокал (2002–дотепер)
- Джузеппе Колуччеллі — гітара, вокал (2002–дотепер)
- Нікола Амадорі — бас-гітара (2009–дотепер)
- Мікеле Каморані — ударні (2002–дотепер)

Колишні учасники
- Марко Монтесано — бас-гітара (2002–2009)
- Ріккардо Брешіані — гітара

## Дискографія
- 2002 — Self Titled
- 2003 — Il N’y A Pas De Orchestre
- 2004 — Doden Marscherar At Vast (7")
- 2004 — Raein/Phoenix Bodies Split (7")
- 2004 — Raein/Funeral Diner Split (7")
- 2004 — Raein/Daïtro Split (10")
- 2004 — This Is Your Life (збірник)
- 2004 — Verso La Fine (збірник)
- 2004 — The Harsh Words As The Sun
- 2004 — From 3 To 1 In 2 And 4 (ремікс)
- 2004 — The Emo Armageddon (збірник)
- 2008 — Nati da Altri Padri
- 2011 — Ah, as if…
- 2011 — Sulla linea d’orizzonte tra questa mia vita e quella di tutti[1]